# Katedra w Mantui
Katedra Świętego Piotra w Mantui (wł.: Cattedrale di San Pietro lub krócej Duomo di Mantua) – kościół rzymskokatolicki w Mantui (Lombardia, Włochy) poświęcony świętemu Piotrowi Apostołowi. Katedra zlokalizowana jest w centralnej części historycznego miasta, przy placu Piazza Sordello. Świątynia jest siedzibą diecezji Mantui.

## Historia
Już w czasach wczesnośredniowiecznych w tym samym miejscu znajdował się inny kościół, który spłonął w roku 894. W latach 1395–1401 katedra została odbudowana w stylu romańskim.

## Architektura
Dzisiejsza barokowa fasada wykonana z marmuru z Carrary pochodzi z roku 1756, jej autorem jest Nicola Baschiera. Dzwonnica w stylu romańskim przypomina, iż większa część katedry swego czasu wykonana była w tym stylu. W dzwonnicy jest siedem dzwonów. Wnętrze świątyni podzielone jest na pięć naw.

## Groby
W katedrze pochowano liczne słynne osoby:
- Anzelm z Lukki - patron miasta
- Bonifacy III z Toskanii - książę
- bł. Jakub Benfatti
- Filippino Gonzaga (syn szlachcica Luigiego I Gonzagi)
- bł. Hosanna z Mantui
- Ludwik III Gonzaga, markiz Mantui
- Barbara z Brandenburgii, żona Ludwika III
- Ercole Gonzaga
- Ferrante I Gonzaga
- Fryderyk Gonzaga, biskup Mantui